# Which Star Are You From
Which Star Are You From (en hangul, 넌 어느 별에서 왔니; romanización revisada, Neon Eoneu Byeoleseo Wassni), conocida también en español como ¿De qué estrella vienes?, es una serie de televisión surcoreana de comedia romántica emitida en 2006 sobre un joven director de cine que pierde a su novia en un accidente, pero posteriormente encuentra el amor en una chica parecida a ella, luchando y haciendo las cosas que no pudo hacer con su antiguo amor.
Es protagonizada por Kim Rae Won conocida por su papel en Rooftop Room Cat además de Love Story in Harvard y Jung Ryeo-won en Mi adorable Sam Soon. Fue transmitida en su país de origen por MBC desde el 13 de marzo hasta el 2 de mayo de 2006, finalizando con una extensión de 16 episodios, emitidos cada lunes y martes a las 21:55 (KST).

## Argumento
Choi Seung Hee (Kim Rae Won) es un joven director que acaba de hacer un exitoso debut internacional en el cine, después de obtener éxito en Australia, se encuentra con la chica de sus sueños, Lee Hye Su (Jung Ryeo-won), una aspirante a ser música. Después de pasar un tiempo conociéndose, se enamoran profundamente en Australia tanto que incluso planeaban casarse, sin embargo, la madre de Hye Su no aprueba Seung Hee. Pero un día al conducir para ir a comer un día, Seung Hee propone matrimonio repentinamente a Hye Do y al mismo tiempo que pone el anillo en su dedo, pero por desgracia la situación se sale de las manos y tienen un accidente fatal que provoca la muerte de Hye Su, por ende Seung Hee pasa los siguientes tres años escondido y bebiendo alcohol en su apartamento.
Han Jeong Hoon (Park Si Hoo), que dirige una compañía de cine, insta al director Kim para terminar su duelo y empezar a trabajar en una película de nuevo. Seung Hee saca toda su energía para quitar a Hye Su de sus pensamientos. El día en que decidió salir de su encierro y seguir trabajando, contempla a una mujer joven en la acera exactamente igual que su amada Hye Su. Golpeado por la similitud absoluta, empieza a seguir a la niña a su ciudad natal, que resultó ser una lejana provincia. La niña, llamada Kim Bok Shil (Jung Ryeo Won), dándose cuenta de que Seung Hee no tenía donde pasar la noche, ofrece su casa como una posada. Ser pobre ella lo considera como una buena oportunidad de conseguir dinero.
Después de pasar la noche en la falsa posada, los dos pasan la mañana juntos en busca de agua fresca en la montaña y encontrarse con un salvaje jabalí en el proceso. Seung Hee no revela su identidad a Bok Shil y ella lo confunde con un vagabundo que espera para pasar un examen desde hace mucho tiempo. Mientras caminaba por el campo, Sung Hee se inspira en la belleza de su entorno y se prepara para producir su próxima película. Luego, regresa a Seúl y posteriormente a la aldea de Bok Shil para comenzar a grabar. Se ven de nuevo, y ella se da cuenta de que Seung Hee es un reconocido director. Bok Shil se posiciona a sí misma como una cocinera para el equipo de producción y llega al set todos los días. Por fortuna, Han Jeong Hoon, también en el equipo, le ofrece Bok Shil un trabajo en la compañía, ya que Jeong Hoon también es golpeado por la similitud entre Bok Shil y Hye Su.
Bok Shil comienza a trabajar en Seúl como asistente del director Jeong Hoon. Con la esperanza de ahorrar suficiente dinero para la cirugía de su madre, Bok Shil desafía las exigencias de su trabajo a pesar de ser un poco torpe. Seung Hee se encuentra atraído por Bok Shil a causa de su parentesco en un principio, y luego más tarde debido a su singular encanto y humor. La familia de Hye Su, por casualidad, ve a Bok Shil y se da cuenta de que ella es la hermana perdida de Hye Su. La madre de Hye Su, decidida a no perder otra hija, ejecuta una investigación para averiguar la verdadera identidad de Bok Shil. Demostrando que Bok Shil es realmente Lee Hye Rim, su hija menor perdida, ella aboga por Bok Shil / Hye Rim para que deje su vida rural y su madre adoptiva para que se encuentre con su verdadera familia.
A través de Yoon Mi Hyeon (Kang Jeong Hwa), el director musical de la compañía de cine que resultó ser su primo, Bok Shil se da cuenta de que ella es la hermana de Hye Su, la exnovia del director Sung Hee. Ella ahora está en conflicto sobre la forma de decirle la verdad a Seung Hee, que ahora también se está enamorando de ella. Después del shock inicial y la confusión, Seung Hee fue capaz de superar sus miedos y admite que está enamorado de Hye Rim como Kim Bok Shil. Por otro lado, la verdadera madre de Bok Shil, dolida una vez más para la elección de su nueva hija, está decidida a poner fin a la relación con su odio por el director llegando a un círculo completo, y Seung Hee tiene ahora la oportunidad de hacer lo que no fue capaz de hacer por Hye Su.

## Reparto

### Personajes principales
- Kim Rae Won como Choi Seung Hee.
- Jung Ryeo-won como Kim Bok Shil / Lee Hye Su / Lee Hae Rim.

### Personajes secundarios
- Park Si Hoo como Han Jeong Hoon.
- Kang Jeong Hwa como Yoon Mi Hyeon.
- Im Ye Jin como Kim Soon Ok (Madre de Bok Shil).
- Ok Ji Young como Jung Sun Jung (Amigo de Bok Shil).
- Kim Ha Kyun como Jo Doo Sik.
- Lee Bo Hee como Ahn Jin Hee (Madre de Hye Su).
- Song Jae Ho como Lee Young Noh.
- Lee Young Ha como Choi Soo Il (Padre de Seung Hee).
- Park Chul Ho como Park Chan Ho (Estudiante senior de Seung Hee).

## Emisión internacional
- Filipinas: ABS-CBN y Studio 23.
- Hong Kong: TVB (2007 y 2008).
- Japón: NTV y BS11 (2007).[3][4]
- Taiwán: GTV (2006).
- Vietnam: HTV9 (2006) y Hanoi TV (2007)